# 沈傲君
沈 傲君（シェン・アウチュン、または、シェン・アウジュン）は、中国の女優。本名は趙燕、満州族。身長168cm。香港製作作品への出演歴があるため、日本では広東語発音のサム・アウクヮンで紹介されることもある。
1995年に上海戯劇学院（“電視芸術系電視編集科”という非演技系科目を専攻）を卒業後、テレビドラマを中心に活動しており、近年は時代劇の美女役が多い。2001年の『大唐情史』、2002年の『神医喜来楽』で名前が知られるようになった。

## 主な出演作品
（ ）内は役名。※のある作品は日本語版を有する。

### テレビドラマ
2000年
- 天地伝説之宝蓮灯 （踏雪）
- 難得有情人 （包菁菁）
- 真情告白 （小燕）

2001年
- 大唐情史 （高陽公主）

2002年
- 壮志雄心 （劉可可）
- 神医喜来楽 （賽西施）
- 少年四大名捕 （諸葛青青）
- 關西無極刀 （梅娘）

2003年
- 不可触摸的真情 （美惠子）
- 青天衙門 （石傲双）
- 台湾首任巡撫劉銘伝 （劉淑婷）

2004年
- 大漢風 〜項羽と劉邦〜 （曹姫） ※
- 大宋提刑官 （柳絮児）※
- 凌雲壮志包青天 （麗貴妃）
- 早春二月 （文嫂）
- 青天衙門II （李惠娘）

2005年
- 天下第一媒婆 （德寧公主）
- 玉碎 （懐玉）

2006年
- 霓虹灯下的哨兵 （夏夢瑶）
- 北魏馮太后 （花木蘭）
- 金婚 （李天驕）

2007年
- 旗袍 （沈詩語）
- 我們倆的婚姻 （秦芳）

2008年
- 子夜 （林佩瑶）
- 潜伏 （左藍）
- 都叫我三妹 （姚三美）

2009年
- 父親的戦争 （冉么姑）

### 映画
1999年
- 流星雨

2000年
- 千年等一天 （林小天）
- 夏日的麼麼茶 （Yoyo）

2001年
- 我心不死 （Maggie）